# Un poliziotto a 4 zampe 3
Un poliziotto a 4 zampe 3 (K-9: P.I.) è un film direct-to-video statunitense diretto da Richard J. Lewis nel 2002.

## Trama
Michael Dooley (Jim Belushi) e il suo cane Jerry Lee sono al loro ultimo giorno di servizio, ma dopo qualche giorno si rimettono all'opera per fermare dei malviventi che hanno rubato un chip da computer ad alta tecnologia. Dooley inoltre vorrebbe trovare una compagna al suo compagno Jerry Lee, ma sarà proprio lui a trovarsi impegnato tra affari di cuore.

## Distribuzione
- 30 luglio 2002 negli Stati Uniti d'America
- 22 gennaio 2003 in Ungheria
- 19 febbraio 2003 in Norvegia